# Музей модерністського мистецтва (Буенос-Айрес)
Музей модерністського мистецтва в Буенос-Айресі (ісп. Museo de Arte Moderno de Buenos Aires, MAMBA) — один з музеїв Буенос-Айреса, в якому представлені твори модерністського мистецтва.
Музей було відкрито 11 квітня 1956 року за ініціативою скульптора й дипломата Пабло Курателла Манеса та мистецтвознавця Рафаеля Скірру (перший директор музею). Первинно розміщувався у столичній галереї Віткомба, згодом переїхав до Культурного центру генерала Сен-Мартіна, а у 1986 році був переміщений до нинішньої будівлі в районі Сен-Тельмо. Колекція музею налічує понад 6 000 праць, серед яких твори Джозефа Альберса, Антоніо Берні, Ракель Форнер, Ромуло Массіо, Марти Мінухін, Еміліо Петторуті, Хул Солар та Василя Кандінського.

Після п'ятирічної реконструкції та інвестицій у розмірі 15 мільйонів доларів музей знову було відкрито для відвідувачів 23 грудня 2010 року.